# Lennox Miller
Lennox Miller (Jamaica, 8 de octubre de 1946-Pasadena (California), 8 de noviembre de 2004) fue un atleta jamaicano, especializado en la prueba de 100 m en la que llegó a ser medallista de bronce olímpico en 1972.

## Carrera deportiva
En los JJ. OO. de Múnich 1972 ganó la medalla de bronce en los 100 metros lisos, con un tiempo de 10.33 segundos, llegando a meta tras el soviético Valeriy Borzov (oro con 10.14 s) y el estadounidense Robert Taylor (plata con 10.24 segundos).